# George van Driem

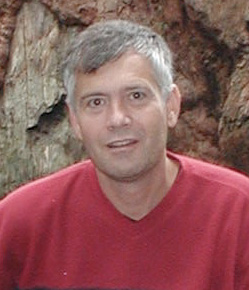
George van Driem

George „Sjors“ Louis van Driem (* 19. März 1957 in Nassawadox, Virginia) ist ein niederländischer Linguist. Er ist emeritierter Professor für Historische Linguistik an der Universität Bern.

## Leben
Van Driem studierte unter anderem Biologie an der University of Virginia (Bachelor-Abschluss 1979) und Slawistik und Linguistik in Leiden. Er wurde 1987 an der Universität Leiden promoviert, mit einer Dissertation über die Grammatik von Limbu. 2010 wurde er an die Universität Bern berufen und wurde dort 2022 emeritiert.
Van Driem befasst sich insbesondere mit Sprachen des Himalaya-Gebiets, ist an einem Projekt über gefährdete Sprachen der Region beteiligt (Himalayan Languages Project) und Herausgeber eines zweibändigen Handbuchs zu Sprachen der Himalaya-Region. Er wurde von der Regierung von Bhutan mit der Erstellung einer Grammatik von Dzongkha beauftragt. Van Driem befasste sich auch mit dem Ursprung der sinotibetischen Sprachen. Mit The Tale of Tea verfasste er die erste umfassende Geschichte des Tees.
Er vertritt eine symbiotische Theorie der Sprache (Symbiosismus), die diese als Symbiont des menschlichen Gehirns auffasst und den Menschen als Wesen zusammengesetzt aus Symbiont und Wirt. 
Neben Niederländisch und Englisch spricht er Russisch, Tschechisch, Nepalesisch, Französisch, Portugiesisch, Hindi, Deutsch, Afrikaans und Urdu.

## Schriften
- Languages of the Himalayas: An Ethnolinguistic Handbook of the Greater Himalayan Region : Containing an Introduction to the Symbiotic Theory of Language, 2 Bände, Brill 2001
- Language as organism: A brief introduction to the Leiden theory of language evolution, in: Ying-chin Lin, Fang-min Hsu, Chun-chih Lee, Jackson T.-S. Sun, Hsiu-fang Yang, Dah-ah Ho (Hrsg.), Studies on Sino-Tibetan Languages: Papers in Honor of Professor Hwang-cherng Gong on his Seventieth Birthday (Language and Linguistics Monograph Series W-4). Taipei: Institute of Linguistics, Academia 2004, S. 1–9
- The language organism: The Leiden theory of language evolution, in: James W. Minett, William S-Y. Wang (Hrsg.), Language Acquisition, Change and Emergence: Essays in Evolutionary Linguistics. Hong Kong: City University of Hong Kong Press, 2005, S. 331–340
- Tibeto-Burman vs. Sino-Tibetan, in: Werner Winter, Brigitte Bauer, Georges-Jean Pinault (Hrsg.), Language in time and space: a Festschrift for Werner Winter on the occasion of his 80th birthday, Walter de Gruyter, 2003, S. 101–119